# 俄罗斯联邦政府财政金融大学
55°48′01″N 37°31′45″E / 55.800256°N 37.529274°E
俄罗斯联邦政府财政金融大学（俄语：Финансовый университет при Правительстве Российской Федерации）簡稱财政金融大学，是俄罗斯莫斯科联邦自主的高等专业学府。俄罗斯联邦政府财政金融大学是俄罗斯排名前3大学，也是俄罗斯最早的一所培养经济学家、金融家、银行家、金融律师大学。

## 历史
1919年为莫斯科财经学院，1946年改为莫斯科财政金融学院，1991年改为国立财政金融学院，1992年改为俄罗斯联邦政府财政金融大学。拥有14各学院，40各系， 3个专门学院和两所中学和两个研究所，8个中心。俄罗斯联邦政府财政金融大学以其强大的校友网络和著名毕业生而名声大噪。

## 學術單位

### 系别
| - 風險分析與經濟安全系 - 外語系 - 會計系 - 軍事系 - 州、市與企業管治系 - 公共服務系 - 公法學科系 - 民法與程序系 - 貨幣信用關係與銀行系 - 資訊技術系 - 歷史與政治學系 - 數學與金融應用系 - 建構經濟數學過程系 - 世界經濟與IFCR 系 - 稅收系 - 資產評估與管理系 - 國家法律與市政服務安全系 | - 應用心理學系 - 區域經濟系 - 俄羅斯語言系 - 社會學系 - 統計系 - 保險系 - 體育系 - 哲學系 - 金融系 - 財務管理系 - 金融法系 - 證券與金融工程系 - 經濟與危機管理系 - 經濟分析與審計系 - 個體經濟系 - 宏觀經濟學系 - KPMG系 |

## 链接
- 俄罗斯联邦政府财政金融大学（俄文）
- （页面存档备份，存于）（英文）
- Comprehensive Guide on Rankings of Russian Universities Based on Different Criteria (in Russian)（页面存档备份，存于）